# Ruta chalepensis
Ruta chalepensis es una planta fanerógama del género Ruta en la familia Rutaceae.

## Características
Es una planta perenne con base leñosa, desnuda y aromática, llegando a 2-6 dm de altura. Hojas pinnadas alternas.

## Distribución y hábitat
Se extiende por todo el Mediterráneo, islas Canarias, Cabo Verde, Azores y Madeira, en el oeste de la península arábiga. Prefiere ruderales.

## Propiedades

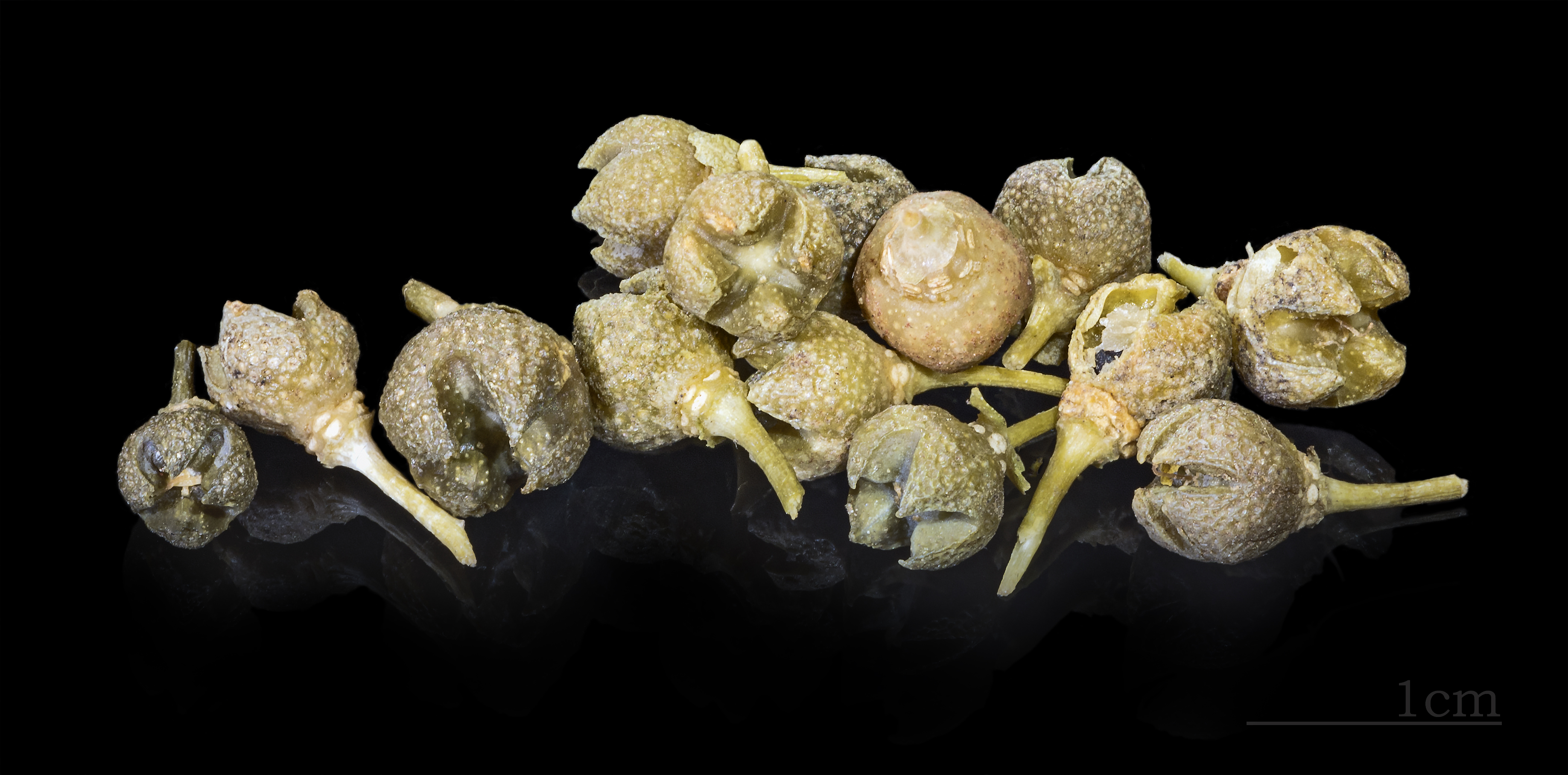
Frutas secas.

Antiespasmódico, tos, estimulante del flujo menstrual, tónico circulatorio, antiinflamatoria, antibiótica, mal de aire, espanto, perrillas, dolor de cabeza; plaguicida natural y repelente de insectos.
Otros usos que se le dan a la ruda son en casos de gripe, resfriado, artritis, heridas, várices, ataques de epilepsia, fiebre (ya que mitiga los ardores), falta de apetito y enfado. Actúa en contra de picaduras venenosas principalmente de los escorpiones, es antiparasitario, quita ardor en el área de los riñones, mitiga inflamaciones de garganta y dolores de pecho. Es útil al aumentar las contracciones del parto. 
El efecto externo de la ruda es irritante y su manejo continuo puede ocasionar ardor, eritema, picazón y vesicación de la piel. Causa además dermatitis y fotodermatitis en personas sensibles.

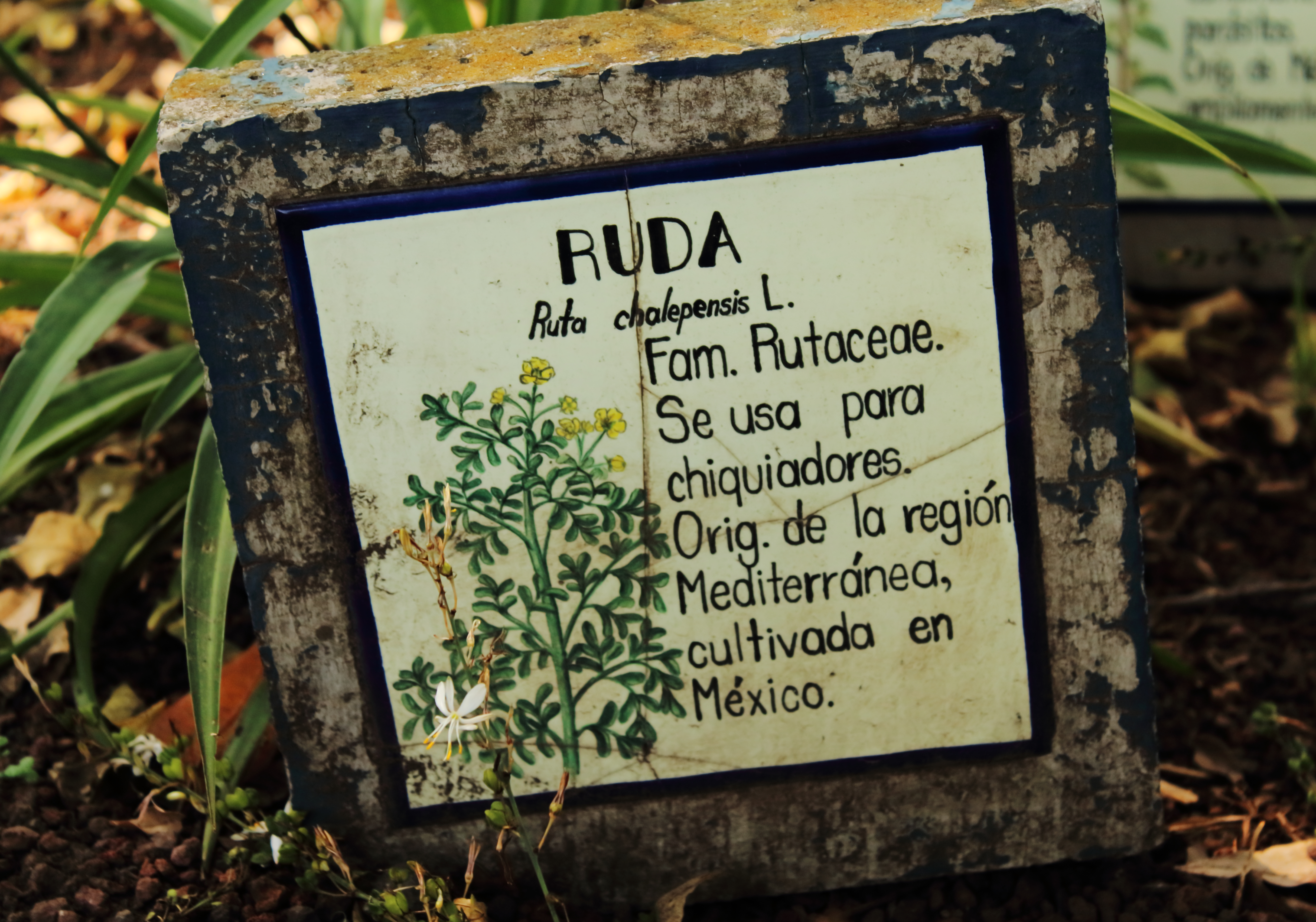
Breve descripción sobre la Ruta chalepensis en el jardín botánico de la UNAM, México.

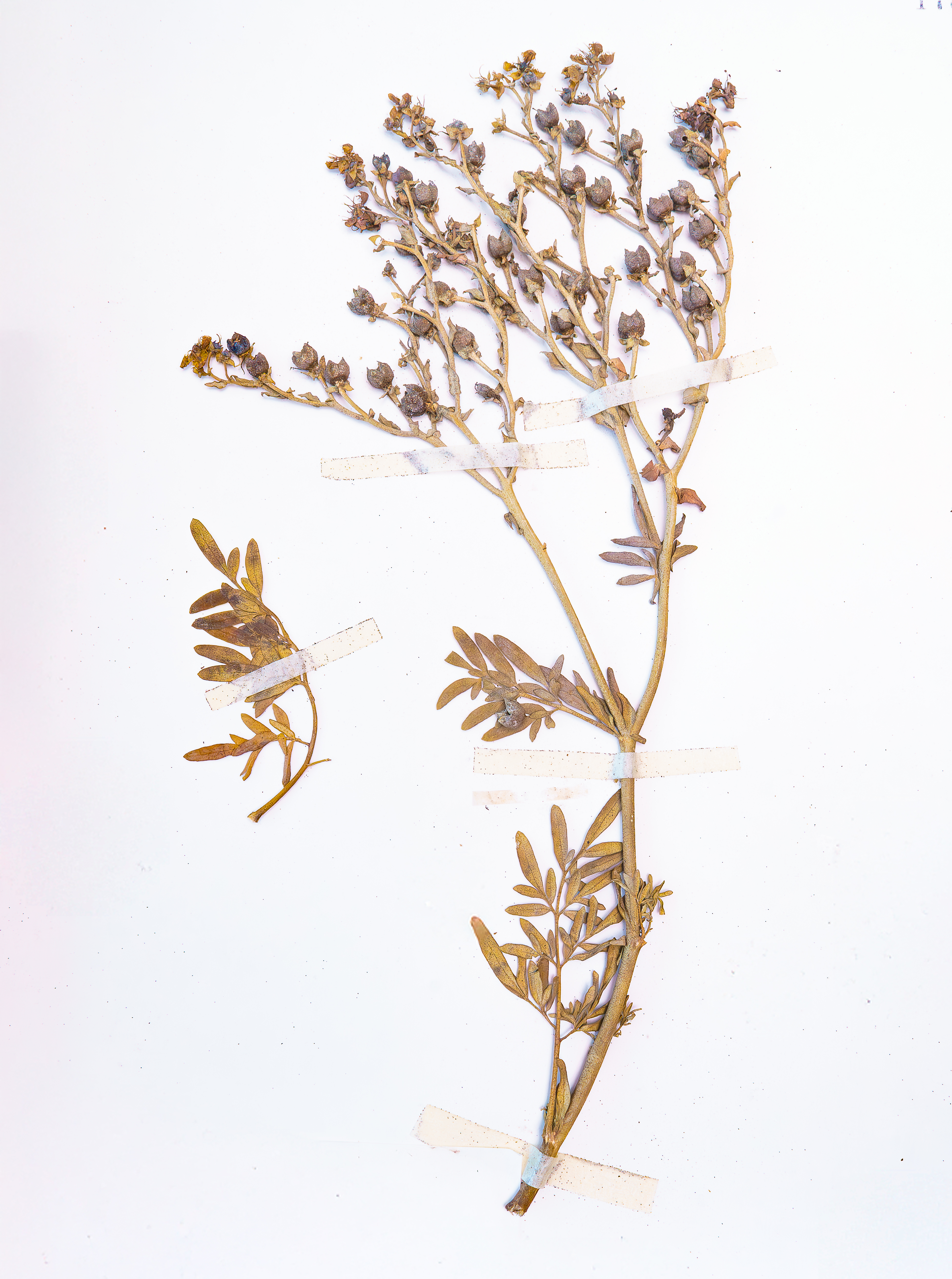
Foto del Herbarium SQF - Luisa Eugenia Navas

## Taxonomía
Ruta chalepensis fue descrita por Carlos Linneo y publicado en Mantissa Plantarum 1: 69, en el año 1767.
Citología
Número de cromosomas de Ruta chalepensis L.: 2n=36.
Etimología
Ruta: nombre genérico antiguo de la "ruda".
chalepensis: epíteto
Sinonimia
- Ruta bracteosa DC.
- Ruta fumariifolia Boiss. & Heldr.[3]

## Nombre común
- Castellano: abrua, arruda, hierba piojera, rua, ruda, ruda menor, ruda pestosa, ruda silvestre.[4]

## Literatura
- Seidel, denkwart. Blumen am Mittelmeer. Múnich, 2002, ISBN 3-405-16294-7
- Esta obra contiene una traducción  derivada de «Gefranste Raute» de Wikipedia en alemán, publicada por sus editores bajo la Licencia de documentación libre de GNU y la Licencia Creative Commons Atribución-CompartirIgual 4.0 Internacional.